# Koto Benai
Koto Benai is een bestuurslaag in het regentschap Kuantan Singingi van de provincie Riau, Indonesië. Koto Benai telt 328 inwoners (volkstelling 2010).